# Einschütte
Einschütte ist der Oberbegriff für textile Einfüllstoffe für Steppdecken, Einziehdecken, auch bedruckt, aus Baumwolle, selten aus Naturseide.
Der sehr feine Einfüllstoff in Tuchbindung ist daunendicht gewebt.